# کودرون جی.۳
کودرون جی. ۳ (به انگلیسی: Caudron_G.3) یک هواگرد از نوع شناسایی ساخت شرکت Caudron است. هواگرد کودرون جی. ۳ نخستین پروازش را در Late 1913 میلادی انجام داد. این هواگرد در سال ۱۹۱۴ میلادی رسماً معرفی گردید.